# Surgeon Simulator
Surgeon Simulator (укр. Симулятор хірурга, раніше Surgeon Simulator 2013) — відеогра, розроблена британською компанією Bossa Studios. Перша версія була розроблена за 48 годин, однак розробка була продовжена. Повна версія гри була зроблена за 48 днів і випущена в січні 2013 року. 19 квітня 2013 гра стала продаватися через сервіс Steam, а 10 жовтня 2013 року — через сервіс GOG.com.

## Геймплей
Surgeon Simulator 2013 це гра від першої особи. За допомогою миші можна керувати рукою персонажа. Утримуючи праву кнопку миші і переміщуючи мишу, гравець може повертати руку. За замовчуванням клавіші A, W, E, R і пробіл використовуються для управління пальцями персонажа і для захоплення різних предметів. Геймплей складається з того, що гравець може виконувати різні операції, наприклад з пересадки нирок. Поступово відкриваються деякі інші режими, такі як «швидка допомога» і «операції в космосі».
Пізніше в гру були додані два безкоштовних DLC. Перший вийшов 21 червня 2013 року і включає в себе операцію на кулеметнику з Team Fortress 2. Другий був випущений 9 вересня 2013 року і включає операцію на прибульці.

## Рецензії
| Агрегатор  | Оцінка                                        |
| ---------- | --------------------------------------------- |
| Metacritic | PC: 71/100 iOS: 67/100 PS4: 56/100 NS: 59/100 |

| Видання     | Оцінка |
| ----------- | ------ |
| TouchArcade | [ 8 ]  |

Гру критики прийняли  непогано, проте вказували на труднощі в управлінні. Rock, Paper, Shotgun відзначив гумор в грі, написавши: «Це не блискуча гра. Але це блискучий жарт. У формі гри». Eurogamer дав грі рейтинг 7/10, також високо оцінивши її гумор.